# Elzear Salemma
Elzear de Jesús Salemma Báez (Assunção, 28 de março de 1958) é um político e empresário paraguaio membro da Asociación Nacional Republicana(Partido Colorado) o mais importante e influente do país. Elzear Salemma é dono do Salemma & Cia. Uma das maiores redes de supermercados do Paraguai. Também é presidente da Cámara Paraguaia de Supermercados CAPASU. É membro do comité de inversão da Cámara Paraguaio Americana de Comércio. Elzear Salemma é diretor da Associação Latino-Americana de Supermercados (ALAS). Foi eleito pela Universidade Americana e o Centro de Liderazgo Estratégico do Paraguai melhor líder Gremial do país. Salemma é conhecido como um dos maiores promotores da música e da cultura paraguaya. É um dos principais candidatos à presidência do Paraguai pelo Partido Colorado em 2013.